# Pintade de Verreaux
Guttera verreauxi
Espèce
Statut de conservation UICN

 LC  : Préoccupation mineure
La Pintade de Verreaux (Guttera verreauxi) est une espèce de Galliformes de la famille des Numididae.

## Description
L'holotype de Guttera verreauxi mesure 22 cm de longueur, ses ailes font 10 cm et sa queue 6 cm. Cet oiseau se distingue de la Pintade de Pucheran par sa face entièrement bleue.

## Répartition et sous-espèces

### Répartition
Cet oiseau est répandu à travers la forêt intra-tropicale africaine.

### Sous-espèces
Selon la classification de référence du Congrès ornithologique international (15.1 2025) :
- Guttera verreauxi verreauxi (Elliot, DG, 1870) — de la Guinée-Bissau à l'ouest du Kenya, à la Zambie et à l'Angola ;
- Guttera verreauxi éclaterai Reichenow, 1898 — nord-ouest du Cameroon.

## Systématique
Le nom valide complet (avec auteur) de ce taxon est Guttera verreauxi (Elliot, 1870).
L'espèce a été initialement classée dans le genre Numida sous le protonyme Numida verreauxi Elliot, 1870,.
Ce taxon porte en français le nom vernaculaire ou normalisé suivant : Pintade de Verreaux.

### Étymologie
Son épithète spécifique, verreauxi, ainsi que son nom vernaculaire, « de Verreaux », lui ont été donnés en l'honneur de Jules Verreaux (1807-1873), ami de l'auteur.

### Publication originale
- (en) D. G. Elliot, « Letters, Annoucements, &c. - Numida Verreauxi », Ibis, Royaume-Uni, 2e série, vol. 6, no 22,‎ avril 1870, p. 300-301 (ISSN 0019-1019, e-ISSN 1474-919X, lire en ligne, consulté le 23 septembre 2024).